# Un poco de tu amor
"Un poco de tu amor" é uma canção do grupo mexicano RBD, contida em seu álbum de estreia, Rebelde (2004). Foi escrita e produzida conjuntamente por Carlos Lara e Max di Carlo. O tema foi lançado, através da EMI, como quarto e último single do disco em 4 de julho de 2005. Liricamente, a faixa retrata a vulnerabilidade de quem está em busca de algo que complete sua existência emocional. O RBD também gravou uma versão em português, intitulada "Um Pouco Desse Amor", contida em Rebelde: Edição Brasil (2005). Comercialmente, atingiu a segunda posição na Guatemala. Posteriormente, a obra foi incluída no repertório das turnês Tour Generación RBD (2005–07), Tour Celestial (2007–08), Empezar Desde Cero Tour (2008), Tour del Adiós (2008) e Soy Rebelde Tour (2023).

## Antecedes e composição
Após o sucesso da telenovela mexicana Rebelde (2004-06), o RBD lançou seu primeiro álbum, também intitulado Rebelde, em 30 de novembro de 2004, através da EMI. O disco obteve um enorme êxito comercial, com 1,5 milhão de cópias vendidas em todo o mundo até 2006 e foi certificado com disco de diamante pela Asociación Mexicana de Productores de Fonogramas y Videogramas (AMPROFON). "Un poco de tu amor" é fruto de um trabalho colaborativo entre Carlos Lara e Max di Carlo, ambos compuseram e produziram o tema. Liricamente, a canção expressa o desejo de um amor não correspondido, onde o eu-lírico se sente como um "amigo a mais" e "fã de coração", esperando ser notado e reconhecido pela pessoa amada. A jornalista Monica Sisavat Solís, do site PopSugar, classificou a faixa na nona posição em sua lista das 11 melhores canções do RBD.

## Divulgação e recepção
"Un poco de tu amor" foi lançado como quarto e último single de Rebelde em 4 de julho de 2005 pela EMI. Embora estivesse planejada para ser o segundo single do disco, a faixa "Sólo quédate en silencio" foi escolhida em seu lugar. Em termos comerciais, a canção foi a segunda mais executada na Guatemala durante a semana de 31 de dezembro de 2005, de acordo com a agência EFE. Uma versão correspondente em português, "Um Pouco Desse Amor", foi incluída no álbum Rebelde: Edição Brasil (2005). Assim como a versão original, essa releitura contou com a produção de Lara e di Carlo e adaptação de Cláudio Rabello. A banda de rock mexicana Moderatto regravou "Un poco de tu amor" em parceria com a cantora e compositora Camila Fernández para seu nono e oitavo álbum, Rockea Bien Duro. A mesma foi maioritariamente interpretada pelo RBD ao longo da turnês Tour Generación RBD (2005–07), Tour Celestial (2007–08), Empezar Desde Cero Tour (2008), Tour del Adiós (2008), e Soy Rebelde Tour (2023).

## Créditos
Os seguintes créditos foram adaptados do encarte do álbum Rebelde (2004):
- RBD – vocais principais, vocais de apoio
- Carlos Lara – composição, produção
- Max di Carlo – composição, produção

## Desempenho nas tabelas musicais
| Tabela musical (2005) | Melhor posição |
| --------------------- | -------------- |
| Guatemala (EFE)       | 2              |